# Herelleviridae
Herelleviridae ist die Bezeichnung für eine Familie von Viren mit sog. Kopf-Schwanz-Aufbau (Klasse Caudoviricetes), deren natürlichen Wirte Mitglieder des bakteriellen Phylums Firmicutes sind. Offiziell bestätigt fünf Unterfamilien, 19 Gattungen und 82 Arten (Spezies).
Solche Bakterien infizierenden Viren nennt man auch Bakteriophagen.
Die Herellviridae haben den Morphotyp von Myoviren; die Familie ging aus der früheren Unterfamilie Spounavirinae der inzwischen als Familie aufgelösten Myoviridae hervor.

## Etymologie
Der Name der Familie, Herelle, wurde anlässlich des 100. Jahrestages der Entdeckung der Bakteriophagen zu Ehren ihres Entdeckers Félix d’Hérelle (1873–1994), eines französisch-kanadischen Mikrobiologen vergeben, das Suffix ‚-viridae‘ ist das Standardsuffix für Virenfamilien.

## Beschreibung

Schemazeichnung eines Virions von Staphylococcus-Phage Twort, Gattung Twortvirus (Querschnitt und Seitenansicht). Gleicher Aufbau: Bacillus-Phage SPO1, Gattung Okubovirus.

### Morphologie
Die Virionen (Virusteilchen) der Herelleviridae haben Kopf-Schwanz-Struktur; der Kopf ist ein ikosaedrisches Kapsid mit einem Durchmesser von 85–100 nm.
Die Kapside sind nicht umhüllt und zeigen deutliche die Kapsomere, d. h. die Kapsiduntereinheiten, diese sind in Fünf- und Sechsecken angeordnet, die sich zum ikosaedrischen Kapsid zusammenfügen.
Die Kapside können bis zu 35 Proteine beherbergen.
Die unkontrahierten Schwänze sind 130–185 nm lang. Der Hals hat eine Grundplatte von ca. 60 nm und einen kleinen Kragen.

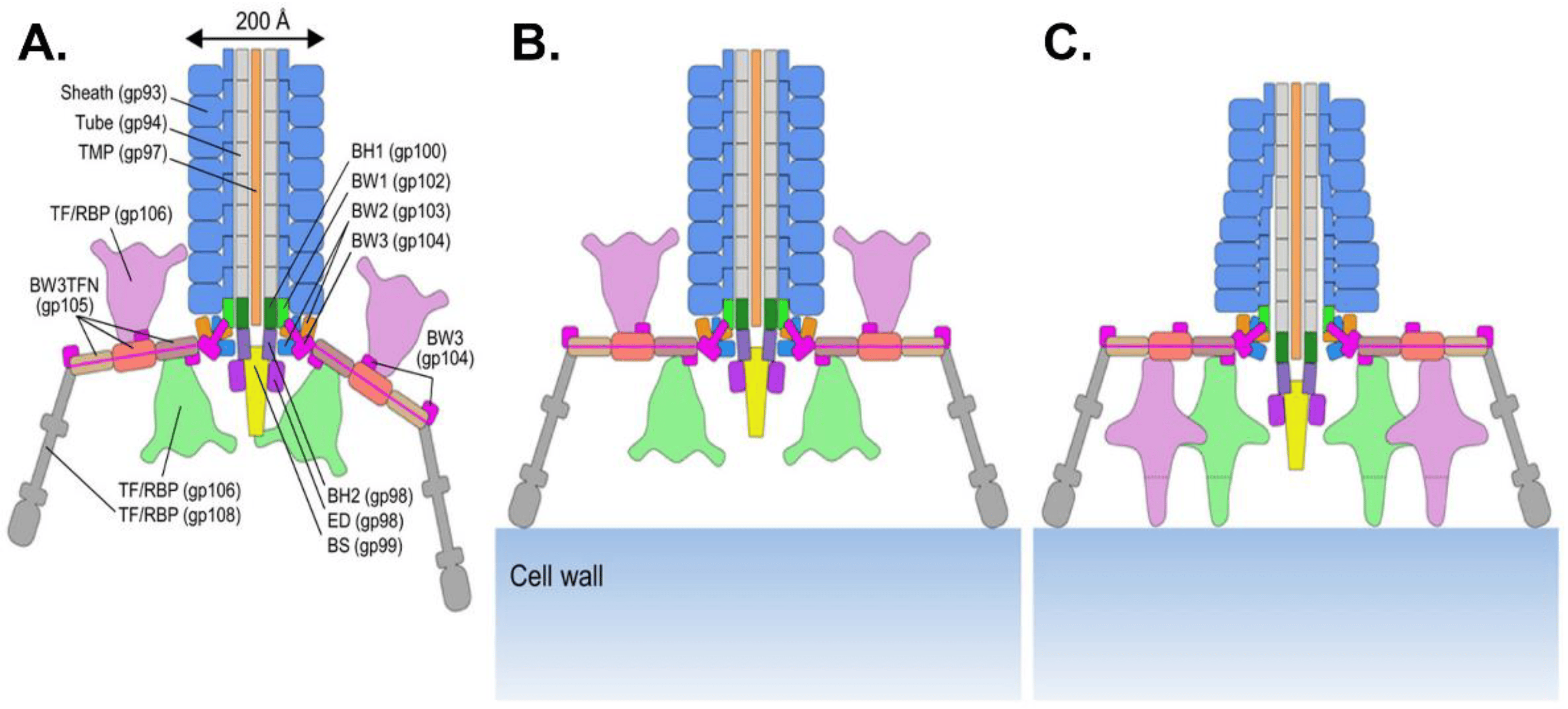
Listeria-Phage A511 (Spezies Pecentumvirus A511): Aufbau der Basisplatte und Veränderung während der Absorption an der Zellwand des Wirtsbalterium.

### Genom
Das Genom der Herellevidae ist eine lineare doppelsträngige DNA (dsDNA) mit langen terminalen Wiederholungen (englisch repeats) von 3–16 kbp (Kilo-Basenpaaren) Länge.
Die Genome sind 125–170 kbp groß und kodieren etwa 165–301 Gene.
Mehrere Introns wurden auch in Herellevirus-Genomen nachgewiesen.

### Replikationszyklus
Die Replikation findet mit Hilfe DNA-Polymerase der Wirte statt.
Nach den Untersuchungen sind die Phagen dieser Familie obligat lytisch, aber einige können eine anhaltende bzw. pseudolysogene Infektion verursachen.

## Systematik
Die Herelleviridae bilden nach allgemeiner Auffassung eine monophyletische Klade, was u. a. durch genombasierten Phylogenien gut unterstützt wird. Die Familienmitglieder haben mindestens 60 % Übereinstimmung in der Nukleotidsequenz.
Gemäß ICTV mit Stand Mai 2024 gliedert sich die Familie Herelleviridae wie folgt in Unterfamilien und Gattungen (mit einer Auswahl an Spezies):
Familie Herelleviridae
- Unterfamilie Bastillevirinae

- Gattung Agatevirus

- Spezies Agatevirus agate (Bacillus-Virus Agate, ehem. Typus) mit Bacillus-Phage phiAGATE

- Gattung Bastillevirus

- Spezies Bastillevirus bastille (Bacillus-Virus Bastille, ehem. Typus) mit Bacillus-Phage Bastille
- Spezies Agatevirus bobb mit Bacillus-Phage Bobb
- Spezies Agatevirus Bp8pC mit Bacillus-Phage Bp8p-C und Bacillus-Phage Bp8p-T

- Gattung Bequatrovirus (veraltet: B4virus)

- Spezies Bequatrovirus B4 (Bacillus-Virus B4, ehem. Typus) mit Bacillus-Phage B4 und B55
- Spezies Bastillevirus CAM003 mit Bacillus-Phage CAM003
- Spezies Bastillevirus evoli mit Bacillus-Phage Evoli
- Spezies Bastillevirus hoodyT mit Bacillus-Phage Hoody T

- Gattung Caeruleovirus (veraltet: Bc431virus)

- Spezies Caeruleovirus Bc431 (Bacillus-Virus Bc431, ehem. Typus) mit Bacillus-Phage vB_BceM_Bc431v3
- Spezies …

- Gattung Eldridgevirus

- Spezies Eldridgevirus eldridge mit Bacillus-Phage Eldridge

- Gattung Goettingenvirus

- Spezies Goettingenvirus goe8 mit Bacillus-Phage vB_BmeM-Goe8

- Gattung Grisebachstrassevirus

- Spezies Grisebachstrassevirus goe3 mit Bacillus-Phage vB_BsuM-Goe3

- Gattung Jeonjuvirus

- Spezies Jeonjuvirus BSP38 mit Bacillus-Phage BSP38

- Gattung Matervirus

- Spezies Matervirus mater mit Bacillus-Phage Mater

- Gattung Moonbeamvirus

- Spezies Moonbeamvirus moonbeam mit Bacillus-Phage Moonbeam

- Gattung Nitunavirus (veraltet: Nit1virus)

- Spezies Nitunavirus grass mit Bacillus-Phage Grass
- Spezies Nitunavirus NIT1 (Bacillus-Virus NIT1, ehem. Typus) mit Bacillus-Phage phiNIT1
- Spezies Nitunavirus SPG24 mit Bacillus-Phage SPG24

- Gattung Shalavirus

- Spezies Shalavirus Shbh1 mit Bacillus-Phage Shbh1

- Gattung Siophivirus

- Spezies Siophivirus SIOphi mit Bacillus-Phage SIOphi

- Gattung Tsarbombavirus

- Spezies Tsarbombavirus BCP78 mit Bacillus-Phage BCP78
- Spezies Tsarbombavirus BCP78	A mit	Bacillus-Phage BCU4
- Spezies Tsarbombavirus tsarbomba (Bacillus-Virus TsarBomba, ehem. Typus) mit Bacillus-Phage TsarBomba

- Gattung Wphvirus

- Spezies Wphvirus WPh (Bacillus-Virus WPh, ehem. Typus) mit Bacillus-Phage W.Ph.
- Spezies …

- Unterfamilie Brockvirinae

- Gattung Kochikohdavirus

- Spezies Kochikohdavirus ECP3 (Enterococcus-Virus EF24C, ehem. Typus) mit Enterococcus-Phage EF24C alias φEF24C
- Spezies …

- Gattung Schiekvirus

- Spezies Schiekvirus EFDG1 (Enterococcus-Virus EFDG1, ehem. Typus) mit Enterococcus-Phage EFDG1
- Spezies …

- Unterfamilie Jasinkavirinae

- Gattung Pecentumvirus (veraltet: P100virus)

- Spezies Pecentumvirus A511 (Listeria-Virus A511), mit Listeria-Phage A511
- Spezies Pecentumvirus list36 mit Listeria-Phage List-36
- Spezies Pecentumvirus P100 (ehem. Typus) mit Listeria-Phage P100
- Spezies …

- Unterfamilie Spounavirinae (früher zur Familie Myoviridae, da vom Morphotyp Myoviren)[15]

- Gattung Okubovirus (veraltet: Spo1virus, Spo1likevirus, SPO1-ähnliche Viren)

- Spezies Okubovirus camphawk (Bacillus-Virus Camphawk) mit Bacillus-Phage CampHawk
- Spezies Okubovirus SPO1 (Bacillus-Virus SPO1, ehem. Typus) mit Bacillus-Phage SPO1

- Gattung Siminovitchvirus (veraltet: Cp51virus)

- Spezies Siminovitchvirus CP51 (Bacillus-Virus CP51, ehem. Typus) mit Bacillus-Phage CP-51
- Spezies Siminovitchvirus JL (Bacillus-Virus JL) mit Bacillus-Phage JL
- Spezies Siminovitchvirus shanette (Bacillus-Virus Shanette) mit Bacillus-Phage Shanette

- ohne Gattungszuweisung

- Spezies „Bacillus phage SP-10“ („Bacillus-Phage SP-10“, SP10)

- Unterfamilie Twortvirinae

- Gattung Baoshanvirus

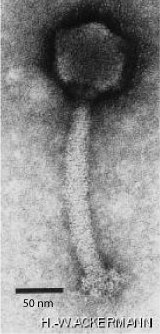
EM-Aufnahme eines Virions der Gattung Twortvirus

- Spezies Baoshanvirus BS1 (Staphylococcus-Virus BS1) mit Staphylococcus-Phage phiSA_BS1
- Spezies Baoshanvirus BS2 (Staphylococcus-Virus BS2, ehem. Typus) mit Staphylococcus-Phage phiSA_BS2

- Gattung Kayvirus

- Spezies Kayvirus G1 mit Staphylococcus-Phage G1, Staphylococcus phage 676Z, Staphylococcus-Phage A3R, Staphylococcus-Phage A5W, Staphylococcus-Phage Staph1N, Staphylococcus-Phage Team1, …
- Spezies Kayvirus G15 mit Staphylococcus-Phage G15 alias Staphylococcus aureus phage GH15 produziert Endolysin LysGH15
- Spezies Kayvirus JD7 mit Staphylococcus-Phage JD007
- Spezies Kayvirus kay (Staphylococcus-Virus K, ehem. Typus) mit Staphylococcus-Phage K
- Spezies Kayvirus MCE2014 mit Staphylococcus-Phage MCE-2014
- Spezies Kayvirus P108 mit Staphylococcus-Phage P108
- Spezies Kayvirus rodi mit Staphylococcus-Phage phiIPLA-RODI
- Spezies Kayvirus S253 mit Staphylococcus-Phage S25-3
- Spezies Kayvirus S254 mit Staphylococcus-Phage S25-4
- Spezies Kayvirus SA12 mit Staphylococcus-Phage phiSA12
- Spezies Kayvirus Sb1 mit Staphylococcus-Phage Sb-1
- Spezies „Staphylococcus phage SA3“ („Staphylococcus-Phage SA3“, φSa3)

- Gattung Sciuriunavirus

- Spezies Sciuriunavirus SscM1 (Staphylococcus-Virus SscM1, ehem. Typus) mit Staphylococcus-Phage vB_SscM-1

- Gattung Sepunavirus (veraltet: Sep1virus)

- Spezies Sepunavirus IPLAC1C (Staphylococcus-Virus IPLAC1C, ehem. Typus) mit Staphylococcus-Phage vB_SepM_ phiIPLA-C1C
- Spezies Sepunavirus SEP1 (Staphylococcus-Virus SEP1, ehem. Typus) mit Staphylococcus-Phage phiIBB-SEP1

- Gattung Silviavirus

- Spezies Silviavirus remus (Staphylococcus-Virus Remus, ehem. Typus) mit Staphylococcus-Phage vB_SauM_Remus und Staphylococcus-Phage vB_SauM_Romulus
- Spezies Silviavirus SA11 mit Staphylococcus-Phage SA11
- Spezies Silviavirus stau2 mit Staphylococcus-Phage Stau2

- Gattung Twortvirus (veraltet: Twortlikevirus, früher zur Familie Myoviridae, da vom Morphotyp Myoviren)

- Spezies Twortvirus twort (Staphylococcus-Virus Twort, ehem. Typus) mit Staphylococcus-Phage Twort

- ohne zugewiesene Unterfamilie

- Gattung Elpedvirus

- Spezies Elpedvirus LpeD mit Lactobacillus-Phage LpeD

- Gattung Harbinvirus

- Spezies Harbinvirus bacchae mit Lactobacillus-Phage Bacchae
- Spezies Harbinvirus bromius mit Lactobacillus-Phage Bromius
- Spezies Harbinvirus iacchus mit Lactobacillus-Phage Iacchus
- Spezies Harbinvirus Lpa804 (Lactobacillus-Virus Lpa804, ehem. Typus) mit Lactobacillus-Phage Lpa804
- Spezies Harbinvirus semele mit Lactobacillus-Phage Semele

- Gattung Hopescreekvirus

- Spezies Hopescreekvirus LfeInf mit Lactobacillus-Phage LfeInf

- Gatting Klumppvirus

- Spezies Klumppvirus A9 (Brochothrix-Virus A9, ehem. Typus) mit Brochothrix-Phage A9, infiziert Bakterien der Gattung Brochothrix, Familie Listeriaceae. Nicht zu verwechseln mit dem Riesenphagen Huge Phage A9.

- Gattung Mooreparkvirus

- Spezies Mooreparkvirus Lb3381 (Lactobacillus-Virus Lb338-1, ehem. Typus) mit Lactobacillus-Phage Lb338-1

- Gattung Salchichonvirus

- Spezies Salchichonvirus LP65 (Lactobacillus-Virus LP65, ehem. Typus) mit Lactobacillus-Phage LP65
- Spezies Lactobacillus-Virus LP65

- Gattung Tybeckvirus

- Spezies Tybeckvirus SAC12B mit Lactobacillus-Phage SAC12B
- Spezies Tybeckvirus tv521B mit Lactobacillus-Phage 521B

- Gattung Watanabevirus

- Spezies Watanabevirus wv3521 mit Lactobacillus-Phage 3-521

Weitere Vorschläge findet man bei NCBI.